# Merrill (Wisconsin)
Merrill és una població dels Estats Units a l'estat de Wisconsin. Segons el cens del 2000 tenia 10.146 habitants.

## Demografia
Segons el cens del 2000, Merrill tenia 10.146 habitants, 4.183 habitatges, i 2.631 famílies. La densitat de població era de 556,4 habitants per km².
Dels 4.183 habitatges en un 31% hi vivien nens de menys de 18 anys, en un 47,2% hi vivien parelles casades, en un 11,9% dones solteres, i en un 37,1% no eren unitats familiars. En el 32,3% dels habitatges hi vivien persones soles el 17,6% de les quals corresponia a persones de 65 anys o més que vivien soles. El nombre mitjà de persones vivint en cada habitatge era de 2,34 i el nombre mitjà de persones que vivien en cada família era de 2,96.
Per edats la població es repartia de la següent manera: un 25,3% tenia menys de 18 anys, un 8,5% entre 18 i 24, un 27,5% entre 25 i 44, un 19,1% de 45 a 60 i un 19,7% 65 anys o més.
L'edat mediana era de 37 anys. Per cada 100 dones de 18 o més anys hi havia 84,4 homes.
La renda mediana per habitatge era de 33.098$ i la renda mediana per família de 45.860$. Els homes tenien una renda mediana de 30.789$ mentre que les dones 21.372$. La renda per capita de la població era de 17.429$. Aproximadament el 5,7% de les famílies i el 9,5% de la població estaven per davall del llindar de pobresa.

## Poblacions més properes
El següent diagrama mostra les poblacions més properes.